# 聖巴巴拉峰
8°54′18″N 70°45′54″W / 8.904902°N 70.764984°W
聖巴巴拉峰（西班牙語：Cerro Santa Bárbara），是委內瑞拉的山峰，位於該國西部梅里達州，屬於梅里達內華達山脈中庫拉塔山脈的一部分，處於拉庫拉塔山脈國家公園，東面有卡尼亞達塞拉達峰，海拔高度3,610米。